# Jordán
Pour les articles homonymes, voir Jordán (homonymie).
Jordán est une municipalité située dans le département de Santander en Colombie.